# Мельбурн (вулкан)
Мельбурн (англ. Mount Melbourne) — великий діючий стратовулкан, висотою 2732 м, в Землі Вікторії, в Трансантарктичних горах, в Східній Антарктиді.

## Географія

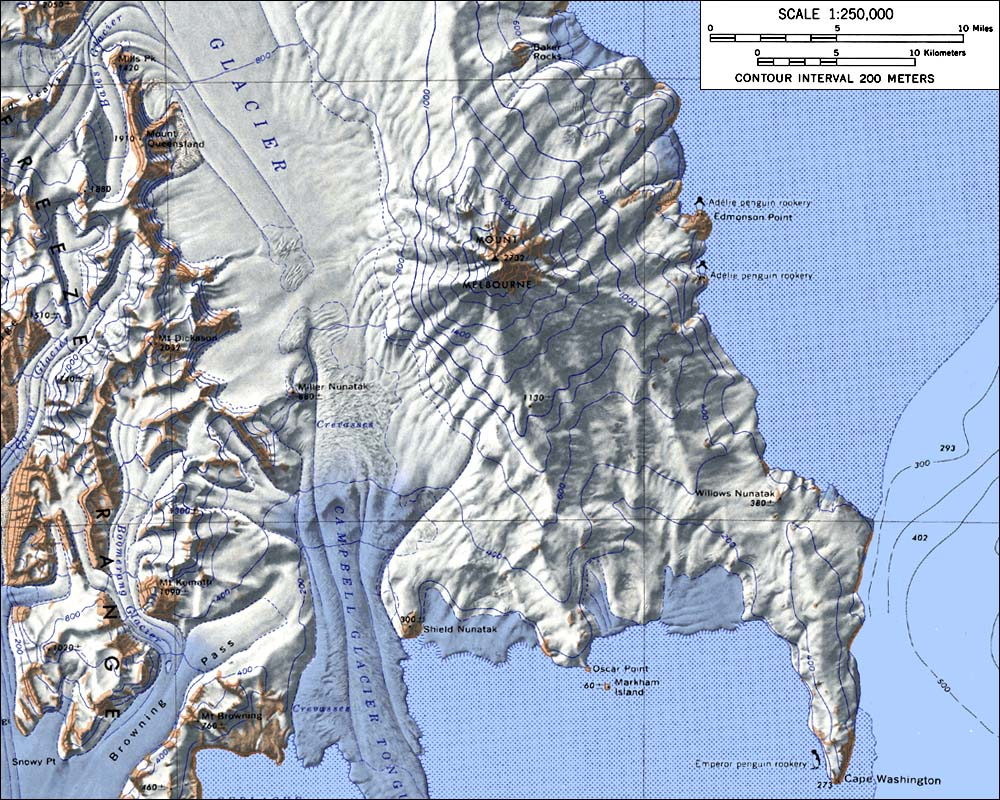
Топографічна мапа вулкана Мельбурн (масштаб 1:250,000)

Вулкан Мельбурн розташований на північно-східному узбережжі Антарктиди, яке омивається морем Росса, приблизно за 130 км на південь від вулкана Оверлорд (3395 м) і за 70 км на південний схід від гори Адамсон (3400 м).

## Відкриття і дослідження
Вулкан був відкритий у 1841 році Джеймсом Кларком Россом, який у 1839—1843 роках на кораблях «Еребус» і «Терор» зробив найбільше для того часу дослідження Антарктики. Росс назвав вершину на честь лорда Мельбурна, тогочасного британського прем'єр-міністра.
Знімки кратера і аналіз породи, в тому числі у 1972 і 1983 роках, показали, що, можливо, вулкан вивергався зовсім недавно, в XVIII—XIX століттях (ймовірніше, у 1750 році). На це вказує наявність великої кількості «молодих» конусів, на схилах вулкана. На південному краю кратера і по північній-північно-східній — південній-південно-західній лінії, що проходить через вершину гори, спостерігається значна фумарольна активність. Навколо фумарольних отворів із конденсації водяної пари були сформовані вежі та башточки льоду.
У гарну сонячну погоду вулкан можна побачити із вершин острова Росса і Плеяди.